# Geranoides jepseni
Geranoides jepseni — викопний вид журавлеподібних птахів вимерлої родини Geranoididae, що існував у ранньому еоцені (55,8-50,3 млн років тому). Скам'янілі рештки птаха знайдені у відкладеннях формації Вілвуд у штаті Вайомінг (США). Описаний по рештках лівої плеснової кістки.

## Оригінальна публікація
- A. Wetmore. 1933. Fossil bird remains from the Eocene of Wyoming. The Condor 35(3):115-118